# C6orf201

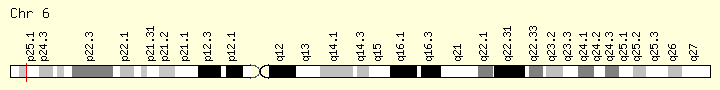
Um C6orf201.

O quadro de leitura aberta 201 do cromossomo 6 (C6orf201) é uma proteína que em humanos é codificada pelo gene C6orf201. Nos seres humanos, este gene codifica para uma proteína nuclear que é expressa principalmente nos testículos.